# Tank Abbott
Pour les articles homonymes, voir David Abbott et Abbott.
David Lee Abbott (né le 26 avril 1965 à Huntington Beach), aussi surnommé Tank Abbott, est un pratiquant d'arts martiaux mixtes et un catcheur américain. Il mesure 1,83 m pour 120 kg.
David Abbott est un combattant très provocateur et même volontiers grossier envers ses adversaires, ce qui fait de lui un homme traînant une réputation peu reluisante. Toutefois, ses qualités pugilistiques sont indéniables, même s'il mise essentiellement sur sa puissance pour remporter un combat.
Il a combattu pour diverses fédérations comme l'UFC, le Pride ou le ROTR.

## Biographie

### Jeunesse
David Lee Abbott grandit en Californie. Il commence à faire de la lutte et de la boxe assez jeune. Il étudie à l'université d'État de Californie à Long Beach où il obtient un diplôme en histoire.

### Carrière de pratiquant d'arts martiaux mixtes

#### Ultimate Fighting Championship(1995-2003)
David Lee Abbott commence à travailler pour l'Ultimate Fighting Championship (UFC) à partir de UFC 6: Clash of the Titans. On le présente alors comme un homme qui se bat dans la rue qui est là pour mettre K.O. les pratiquants d'arts martiaux qui ont dominé les précédents tournois de l'UFC. Il se hisse en finale du tournoi en mettant rapidement K.O. John Matua avec des coups de poing au premier tour puis il met un peu moins de deux minutes pour vaincre par K.O. Paul Varelans de la même manière. Cependant, il se fait soumettre par Oleg Taktarov qui fait un étranglement arrière. Il reçoit deux distinctions sur cette soirée : le K.O. de la soirée et le meilleur match pour la finale du tournoi.

## Palmarès en arts martiaux mixtes
| 25 combats     | 10 victoires | 15 défaites |
| Par KO         | 7            | 8           |
| Par soumission | 2            | 5           |
| Sur décision   | 1            | 2           |

| Résultat | Record | Adversaire       | Méthode                                              | Événement                                                       | Date              | Round | Temps | Lieu                        | Notes                                              |
| -------- | ------ | ---------------- | ---------------------------------------------------- | --------------------------------------------------------------- | ----------------- | ----- | ----- | --------------------------- | -------------------------------------------------- |
| Défaite  | 10-15  | Ruben Villareal  | K.O. technique (coups de poing)                      | KOTC - Fighting Legends                                         | 13 avril 2013     | 2     | 2:06  | Oroville (Californie)       |                                                    |
| Victoire | 10-14  | Mike Bourke      | K.O. (coups de poing)                                | Wargods/Ken Shamrock Productions - The Valentine's Eve Massacre | 13 février 2009   | 1     | 0:29  | Fresno (Californie)         |                                                    |
| Défaite  | 9-14   | Kevin Ferguson   | K.O. (coups de poing)                                | EliteXC - Street Certified                                      | 16 février 2008   | 1     | 0:43  | Miami (Floride)             |                                                    |
| Défaite  | 9-13   | Gary Turner      | K.O. (coups de poing)                                | Cage Rage 21 - Judgement Day                                    | 21 avril 2007     | 1     | 2:31  | Londres (Grande-Bretagne)   |                                                    |
| Défaite  | 9-12   | Paul Buentello   | K.O. (coups de poing)                                | Strikeforce - Tank vs. Buentello                                | 7 octobre 2006    | 1     | 0:43  | Fresno (Californie)         |                                                    |
| Défaite  | 9-11   | Hidehiko Yoshida | Soumission (étranglement avec un seul bras)          | Pride FC - Final Conflict 2005                                  | 28 août 2005      | 1     | 7:40  | Saitama (Japon)             |                                                    |
| Victoire | 9-10   | Wesley Correira  | K.O. (coups de poing)                                | ROTR 7 - Rumble On The Rock 7                                   | 7 mai 2005        | 1     | 1:23  | Honolulu (Hawaï)            |                                                    |
| Défaite  | 8-10   | Wesley Correira  | K.O. technique (arrêt du médecin)                    | UFC 45 - Revolution                                             | 21 novembre 2003  | 1     | 2:14  | Uncasville (Connecticut)    |                                                    |
| Défaite  | 8-9    | Kimo Leopoldo    | Soumission (étranglement avec le bras en triangle)   | UFC 43 - Meltdown                                               | 6 juin 2003       | 1     | 1:59  | Las Vegas (Nevada)          |                                                    |
| Défaite  | 8-8    | Frank Mir        | Soumission (Toe hold)                                | UFC 41 - Onslaught                                              | 28 février 2003   | 1     | 0:46  | Atlantic City (New Jersey)  |                                                    |
| Défaite  | 8-7    | Pedro Rizzo      | K.O. (coups de poing)                                | UFC 17.5 - Ultimate Brazil                                      | 16 octobre 1998   | 1     | 8:07  | São Paulo (Brésil)          |                                                    |
| Victoire | 8-6    | Hugo Duarte      | K.O. technique (coups de poing)                      | UFC 17 - Redemption                                             | 15 mai 1998       | 1     | 0:43  | Mobile (Alabama)            |                                                    |
| Victoire | 7-6    | Yoji Anjo (en)   | Décision unanime                                     | UFC 15.5 - Ultimate Japan 1                                     | 21 décembre 1997  | 1     | 15:00 | Yokohama (Japon)            |                                                    |
| Défaite  | 6-6    | Maurice Smith    | K.O. technique (coups de pied)                       | UFC 15 - Collision Course                                       | 17 octobre 1997   | 1     | 8:08  | Bay St. Louis (Mississippi) |                                                    |
| Défaite  | 6-5    | Vitor Belfort    | K.O. technique (coups de poing)                      | UFC 13 - The Ultimate Force                                     | 30 mai 1997       | 1     | 0:52  | Augusta (Géorgie)           |                                                    |
| Défaite  | 6-4    | Don Frye         | Soumission (étranglement arrière)                    | UFC Ultimate Ultimate 1996                                      | 7 décembre 1996   | 1     | 1:22  | Birmingham (Alabama)        | En finale du tournoi Ultimate Ultimate 1996.       |
| Victoire | 6-3    | Steve Nelmark    | K.O. (coups de poing)                                | UFC Ultimate Ultimate 1996                                      | 7 décembre 1996   | 1     | 1:03  | Birmingham (Alabama)        | En demi-finale du tournoi Ultimate Ultimate 1996.  |
| Victoire | 5-3    | Cal Worsham      | K.O. technique (soumission après des coups de poing) | UFC Ultimate Ultimate 1996                                      | 7 décembre 1996   | 1     | 2:51  | Birmingham (Alabama)        | Au premier tour du tournoi Ultimate Ultimate 1996. |
| Défaite  | 4-3    | Scott Ferrozzo   | Décision unanime                                     | UFC 11 - The Proving Ground                                     | 20 septembre 1996 | 1     | 15:00 | Augusta (Géorgie)           | En demi finale du tournoi UFC 11.                  |
| Victoire | 4-2    | Sam Adkins       | Soumission (clé d'avant bras)                        | UFC 11 - The Proving Ground                                     | 20 septembre 1996 | 1     | 2:06  | Augusta (Géorgie)           | Au premier tour du tournoi UFC 11.                 |
| Défaite  | 3-2    | Dan Severn       | Décision unanime                                     | UFC - Ultimate Ultimate 1995                                    | 16 décembre 1995  | 1     | 18:00 | Denver (Colorado)           | En demi-finale du tournoi Ultimate Ultimate 1995.  |
| Victoire | 3-1    | Steve Jennum     | Soumission (neck cranck)                             | UFC - Ultimate Ultimate 1995                                    | 16 décembre 1995  | 1     | 1:14  | Denver (Colorado)           | Au premier tour du tournoi Ultimate Ultimate 1995. |
| Défaite  | 2-1    | Oleg Taktarov    | Soumission (étranglement arrière)                    | UFC 6 - Clash of the Titans                                     | 14 juillet 1995   | 1     | 17:45 | Casper (Wyoming)            | En finale du tournoi UFC 6.                        |
| Victoire | 2-0    | Paul Varelans    | K.O. technique (coups de poing)                      | UFC 6 - Clash of the Titans                                     | 14 juillet 1995   | 1     | 1:53  | Casper (Wyoming)            | En demi-finale du tournoi UFC 6.                   |
| Victoire | 1-0    | John Matua       | K.O. (coups de poing)                                | UFC 6 - Clash of the Titans                                     | 14 juillet 1995   | 1     | 0:18  | Casper (Wyoming)            | Au premier tour du tournoi UFC 6.                  |

## Apparitions
En 1997, Tank Abbott apparaît dans la série Friends en tant que combattant d'arts martiaux mixtes. Il y remporte un combat contre le millionnaire Pete Becker (le petit ami de Monica à l'époque), incarné par Jon Favreau.